# Bir Kasdali
Bir Kasd Ali est une commune de la wilaya de Bordj Bou Arreridj en Algérie. Elle est le chef-lieu de la daïra homonyme.

## Géographie

### Localisation
La commune est située dans la région des Hauts-Plateaux, entre les monts Bibans au nord et la chaîne du Hodna au sud, dans un bassin agricole situé à 966 mètres d'altitude moyenne. Elle se trouve à 27 km au nord-est de Bordj Bou Arreridj, à environ 33 km a l'ouest de Sétif et à environ de 270 km au sud-est d'Alger.
Bir Kasdali est la commune de la daïra de Bir Kasdali avec une superficie totale de 64 km2.
| Khelil       | Khelil      | Khelil       |
| Sidi Embarek | Bir Kasdali | Aïn Taghrout |
| Aïn Tesra    | Ras El Oued | Tixter       |

### Toponymie
Le nom de Bir Kasdali est un toponyme composé de la base « bir » (de l'arabe classique bi’r, en arabe algérien bir) signifiant « puits » et du patronyme d'origine turque « Kasdali » ; le nom complet de la localité signifie donc « le puits de Kasdali ».

### Lieux-dits et hameaux
La ville de Bir Kasdali est composée de plusieurs localités: El Khnig, Ouled l'Bounabi, Beni Ahmid, Chaabat leksir, El Atik, Bir El Aroua et Aïn Elbeida .

## Histoire

### Préhistoire
Différents artefacts, tels que des armes en silex, des pointes de flèches et de lanceurs ainsi que des poteries, indiquent que la wilaya de Bordj Bou Arreridj était peuplé au Mésolithique et au Néolithique.

### De l'époque romaine auXIXesiècle
Durant la période romaine, la région de Bordj s'appelait « Tamanouna ». Elle est partie intégrante de la province romaine de la Maurétanie Césarienne devenue la Maurétanie Sitifienne. 	
Au XIIe siècle, les tribus des Ouled Thaïr et des Douaoudia occupent la région de l'est de la wilaya comprenant les actuelles communes de Khelil, Bir Kasdali et Aïn Taghrout. Ils sont issus des alliances des tribus berbères du nord et arabes implantées dans le Hodna et le plateau de Sétif vers le milieu du XIIe siècle.

## Démographie
La commune compte 14 768 habitants au dernier recensement de 2008. Une population très jeune dont les 20 à 40 ans représentent 70 %.[réf. nécessaire]

## Administration
La commune de Bir Kasdali fait partie de la daïra de Bir Kasdali comprenant également les communes de Khelil et Sidi Embarek. Elle faisait partie de la wilaya de Sétif avant 1984. La commune est rattachée a la nouvelle Wilaya déléguée de Ras El Oued créée en 2019.

## Économie
L'économie de la commune est principalement liée au secteur primaire : 70 % des terres sont des terres agricoles. Le blé et l'avoine sont les principales productions de céréales. Une zone industrielle va être construite à cheval sur les territoires des dairas de Bir Kasdali, de  Aïn Taghrout et de Ras El Oued. Cevital sera la première entreprise installa une usine de fabrication de fenêtres à double vitrage.